# Języki yokuts
Języki yokuts (również yokutsańskie lub yokuckie) – rodzina języków penutiańskich, używanych przez plemiona Yokutów, północnoamerykańskich Indian pochodzących z doliny rzeki San Joaquin w północno-środkowej Kalifornii. Języki te mają status wymarły (w większości) lub wymierający. Liczba użytkowników wynosi ok. 50 osób (2007).